# نسبت فداکاری
نسبت فداکاری (به انگلیسی: Sacriifice ratio) درصدی از تولید ناخالص داخلی حقیقی (به انگلیسی: real GDP) در یک سال که برای کاهش یک درصدی تورم باید از دست بدهیم. محاسبه نسبت فداکاری در عمل مستلزم شناسایی آثار سیاستهای پولی بر تورم و تولید حقیقی است.

## عوامل مؤثر بر نسبت فداکاری
از دیدگاه نظری، عوامل مؤثر بر نسبت فداکاری را می‌توان در چهار گروه سنتی، ساختاری، نهادی و شرایط بیرونی، عوامل سیاسی و اصلاحات ساختاری دسته‌بندی کرد.

### عوامل سنتی
عواملی نظیر سرعت کاهش تورم یا نرخ تورم در ابتدای دوره تورم زدایی به عنوان متغیرهای سنتی مطرح هستند.

#### سرعت کاهش تورم
یکی از مباحث بحث‌برانگیز در اقتصاد کلان مدرن، انتخاب بین تورم زدایی تدریجی یا سریع و تأثیر هرکدام روی تولید حقیقی است. تیلور (۱۹۹۳) از دیدگاه کاهش تدریجی تورم حمایت می‌کند و معتقد است کاهش سریع در تورم باعث زیان تولیدی بزرگتری خواهد شد. این در حالی است که منکیو (۱۹۹۲) و آکرلف و یلن (۱۹۸۷) معتقدند به خاطر هزینه فهرست بها بنگاه‌ها به تغییرات جزئی در قیمتها واکنش قیمتی نشان نداده و از تولید خود می‌کاهند ولی اگر تغییر قیمت‌ها شدید باشد بنگاه‌ها مجبور به تعدیل قیمتی خواهند شد. بحث دیگر در حمایت از کاهش سریع تورم، بحث سارجنت (۱۹۸۳) است که به بیان این موضوع می‌پردازد که در صورت شفاف عمل کردن مقام‌های پولی و عدم ایجاد سردرگمی در بین کارگزاران اقتصادی، انتظار آنان سریع تعدیل شده و تغییرات اندکی خواهیم داشت.

#### تورم اولیه
عامل سنتی دوم، تورم اولیه است. مدلهای نیوکینزی پیشبینی می‌کنند که سطوح بالای تورمی چسبندگی قیمتها را کاهش می‌دهد. بال، منکیو و رومر نشان دادند که روند تورم بر نسبت فداکاری
تأثیر می‌گذارد، به دلیل اینکه متوسط نرخ تورم تحت تأثیر میزان چسبندگی اسمی خواهد بود و سطوح بالای تورمی چسبندگی قیمتها را کاهش می‌دهند؛ بنابراین با تعدیل بیشتر قیمتها و دستمزدها منحنی فیلیپس پرشیبتر و نسبت فداکاری کوچکتر می‌شود که این نشان دهندهٔ یک رابطه منفی بین نسبت فداکاری و تورم اولیه است.

### عوامل ساختاری
این عوامل چسبندگی دستمزد اسمی، شاخص‌های جهانی شدن اقتصاد را شامل می‌شود.

#### چسبندگی دستمزد اسمی
چسبندگی دستمزد اسمی از قدیمیترین عوامل ساختاری تعیین‌کننده است که تأثیر بالقوه ای روی نسبت فداکاری دارد. بال(۱۹۹۴) معتقد است چسبندگی دستمزد عامل تعیین‌کننده ای در محاسبهٔ نسبت فداکاری است و هرچه انعطاف‌پذیری دستمزد بیش تر باشد نسبت فداکاری کم‌تر می‌شود.

#### شاخص جهانی شدن اقتصاد
این شاخص در برگیرنده درجه بازبودن اقتصاد و تحرک سرمایه است.
دنیلز، نورزاد و وانهوز با تحلیل داده‌های تمپل و با استفاده از مفهوم استقلال بانک مرکزی به این نتیجه رسیدند که بین دو متغیر درجه بازبودن و نسبت فداکاری، رابطه مثبتی وجود دارد. اما بال معتقد است که شواهد قوی دال بر تأثیرگذاری درجه بازبودن اقتصاد بر رابطه مبادله بین تورم و تولید به دست نیامده است.
ارتباط بین نسبت فداکاری و درجه پویایی سرمایه در چارچوب مدل ماندل ـ فلمینگ و بهینه‌سازی مبتنی بر چارچوب نئوکینزی‌ها بنا شده‌است. به‌طور خلاصه تحت چارچوب ماندل ـ فلمینگ با محدودیت کمتر تحرک سرمایه، نسبت فداکاری باید بزرگتر شود.

### عوامل نهادی
این عوامل لزوم محاسبه ساختار اهدافی را منعکس می‌کند که در بین بانک‌های مرکزی وجود دارد.
برای نمونه می‌توان به رابطهٔ مثبت و معنادار بین نسبت فداکاری و استقلال بانک مرکزی به عنوان یک عامل نهادی پرداخت. ساده‌ترین تحلیل در این باره این است که استقلال
بانک مرکزی ممکن است به کاهش سطح تورم کمک کند اما این وجود می‌تواند چسبندگی‌های دستمزد اسمی را نیز به‌طور غیرمستقیم افزایش دهد که درنتیجه اندازه نسبت فداکاری بزرگتر خواهد شد.

### شرایط بیرونی، عوامل سیاسی و اصلاحات ساختاری
رشد اقتصادی سریعتر شرکای تجاری به عنوان یک عامل بیرونی و انتخابات به عنوان یک عامل سیاسی هر دو باعث کاهش هزینه تورم زدایی می‌شوند و از این طریق بر نسبت فداکاری تأثیر می‌گذارند. اصلاحات مالیاتی هم به عنوان یک اصلاح ساختاری به‌طور مستقیم بر روی نسبت فداکاری تأثیر نمی‌گذارد، ولی می‌تواند روی روند تولید اثر گذارد و باعث کاهش هزینه‌های تورمزدایی شود.

## دیدگاه‌های مختلف درمورد نسبت فداکاری
در مدل‌های کینزی، به دلیل واکنش کند قیمتها و دستمزدها به کاهش‌های تقاضای کل، نسبت فداکاری گرایش به بزرگ شدن دارد. برخی از پیروان کینز با استفاده موقتی از سیاستهای درآمدی به عنوان یک ابزار سیاستی مکمل برای همراهی انقباض پولی برای افزایش کارایی سیاستهای ضدتورمی جانبداری می‌کنند. همچنین باید توجه داشت که پساکینزی‌ها سیاستهای درآمدی را به عنوان سلاح عمده در سیاستهای ضدتورمی می‌دانند.
پولگرایان اولیه معتقدند عامل اصلی در اینجا حساسیت انتظارات به تغییر رژیم پولی است و این بهنوبه خود بدانمعناست که درجه اعتبار و شهرت مقام‌های پولی نقش سرنوشت سازی در تعیین نسبت فداکاری دارد.
اقتصاددانان کلاسیک نو اصرار دارند که اگر بخواهیم تورم زدایی، نسبت فداکاری شدیدی را به دنبال نداشته باشد، به استراتژی مالی نیاز داریم که با سیاست پولی اعلام شده بررسی تأثیر نااطمینانی تورمی بر نسبت فداکاری در کشورهای در حال توسعه سازگار باشد. در غیر این صورت، کارگزاران اقتصادی با داشتن انتظارات عقلایی، انتظار سیاست معکوسی را در آینده خواهند داشت.